# Cascades Lofoi
Les cascades Lofoi (també conegudes com a cascades Kaloba) són unes cascades al Parc Nacional de Kundelungu, província de Katanga (República Democràtica del Congo).
Aquestes cascades són les més altes d'Àfrica (i les segones del món) amb 384 m d'alçada total, incloent 347 en caiguda directa.
El riu Lofoi és un afluent del riu Lufira, que és un afluent del riu Congo. El volum d'aigua de les cascades es redueix una mica durant la temporada més seca (de juny a octubre), però és força abundant durant la resta de l'any.